# Zora (mitologija)
Zora je u slavenskoj mitološkoj predaji personifikacija svitanja, u nekim predajama i božica, a ponekad predstavlja i dvije ili tri sestre. Često je prikazana kao SUnčeva ili Mjesečeva sestra ili kao zvijezda Danica.
U istočnoslavenskoj tradiciji zagovora, Zora predstavlja vrhovnu moć koju se tijekom inkantacije zaziva.